# Heteronyx laticeps
Heteronyx laticeps är en skalbaggsart som beskrevs av Hermann Burmeister 1855. Heteronyx laticeps ingår i släktet Heteronyx och familjen Melolonthidae. Inga underarter finns listade i Catalogue of Life.